# Mosquito (álbum)
Mosquito é um álbum de estúdio da banda de pop rock português GNR. Editado em 1998 pela EMI – Valentim de Carvalho.  Ao longo dos doze temas do álbum a banda percorre várias abordagens musicais, desde as baladas ("Tirana" e "Saliva") ao rock ("Radar" e "Motor"), passando pelo reggae ("Mosquito" e "Decapitango").
O sucesso deste trabalho levou os GNR a serem nomeados, na categoria de Banda do Ano, para a edição de 1999 dos Globos de Ouro da estação televisiva SIC.  Deste álbum saíram três singles. 

## Faixas

### CD
| N.º            | Título         | Duração |  |
| 1.             | "Radar"        | 2:26    |  |
| 2.             | "Motor"        | 3:38    |  |
| 3.             | "Tirana"       | 4:59    |  |
| 4.             | "Cais"         | 4:12    |  |
| 5.             | "Ananás"       | 3:09    |  |
| 6.             | "Mosquito"     | 4:02    |  |
| 7.             | "Decapitango"  | 3:38    |  |
| 8.             | "Saliva"       | 4:11    |  |
| 9.             | "Rouge"        | 3:32    |  |
| 10.            | "Farol"        | 3:07    |  |
| 11.            | "Canil"        | 3:28    |  |
| 12.            | "Saída"        | 7:45    |  |
| Duração total: | Duração total: | 46:07   |  |

- Todas as músicas compostas por Rui Reininho e Tóli César Machado.

## Membros da banda
- Rui Reininho   (voz)  [2]
- Jorge Romão   (baixo)  [2]
- Tóli César Machado   (bateria e sintetizador)  [2]

Artista convidado
- Alexandre Manaia   (guitarra)